# Konferansjer

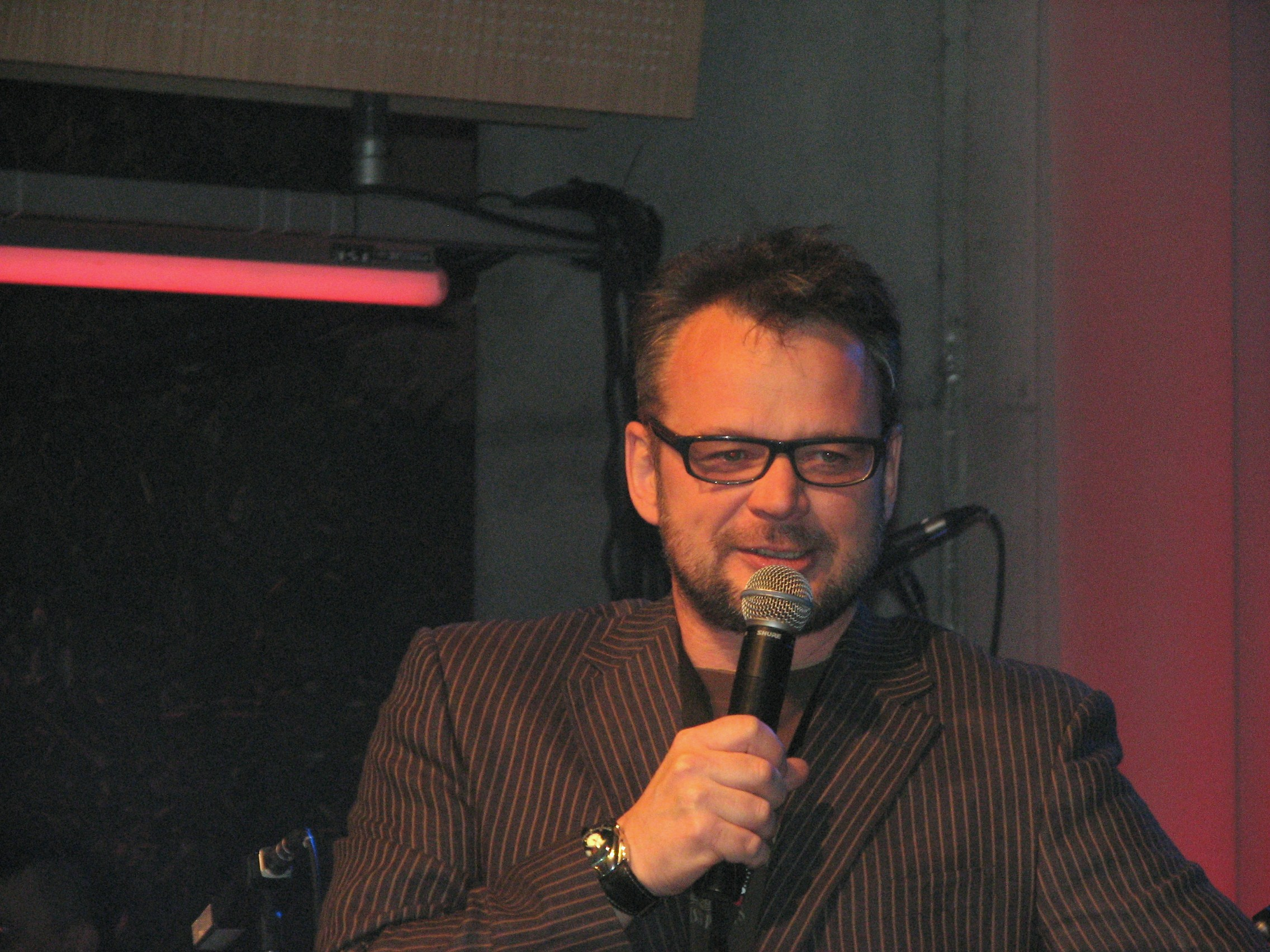
Piotr Bałtroczyk, polski konferansjer

Konferansjer (fr. conférencier) – osoba prowadząca przedstawienie, zapowiadająca poszczególne punkty programu, nadająca kształt widowiskom artystycznym o charakterze estradowym. Zadaniem konferansjera/konferansjerów podczas imprezy jest przedstawianie artystów, przygotowanie publiczności na ich występ, urozmaicanie przedstawień anegdotami i dowcipami. 
Konferansjerzy bywają wynajmowani przez agencje artystyczne.